# Threes!
Threes! est un jeu vidéo de puzzle développé et édité par Sirvo, sorti à partir de 2014 sur iOS, Android, Windows Phone, Xbox One et navigateur web.

## Système de jeu

Visualisation du gameplay tel que présenté dans la bande-annonce du jeu.

## Accueil
- Canard PC : 9/10[1]
- IGN : 9,3/10[2]
- Jeuxvideo.com : 15/20[3]

## Postérité
Le jeu a connu de nombreux clones, le plus connu étant 2048.